# Kan 11
Kan 11 (hebr. ‏כאן 11‎, zapis stylizowany: 11|I<כ) – kanał izraelskiego nadawcy publicznego Israeli Public Broadcasting Corporation, który rozpoczął nadawanie 15 maja 2017, zastępując dawny Kanał 1 poprzedniego nadawcy Israel Broadcasting Authority. Jest jednym z sześciu kanałów odbieranych naziemnie w  Izraelu.